# 木更津市郷土博物館金のすず
木更津市郷土博物館金のすず（きさらづしきょうどはくぶつかんきんのすず）は、千葉県木更津市太田の太田山公園に所在する市営歴史博物館。
館名の「金のすず」とは、千葉県指定史跡・金鈴塚古墳から出土した5点の純金製の鈴のことである。

## 概要
2008年（平成20年）3月に閉館した千葉県立上総博物館を前身とし、同年10月に開館した。千葉県木更津市周辺の歴史と文化、考古資料などを展示する。
1950年（昭和25年）4月・7月に発掘調査された金鈴塚古墳からの出土品（甲冑や大刀・装身具・須恵器・鈴など、国の重要文化財）を公開している。館名の由来となった『金の鈴』は発掘最終日の同年7月31日に発見され、金鈴塚専門の展示室に置かれている。
このほか、旧石器時代から近代まで各時代ごとの展示や、上総地方に伝わる掘り抜き井戸の伝統工法である上総掘りの道具（国の重要有形民俗文化財）など、民俗資料のコーナーがある。

## 所蔵文化財

### 重要文化財（国指定）

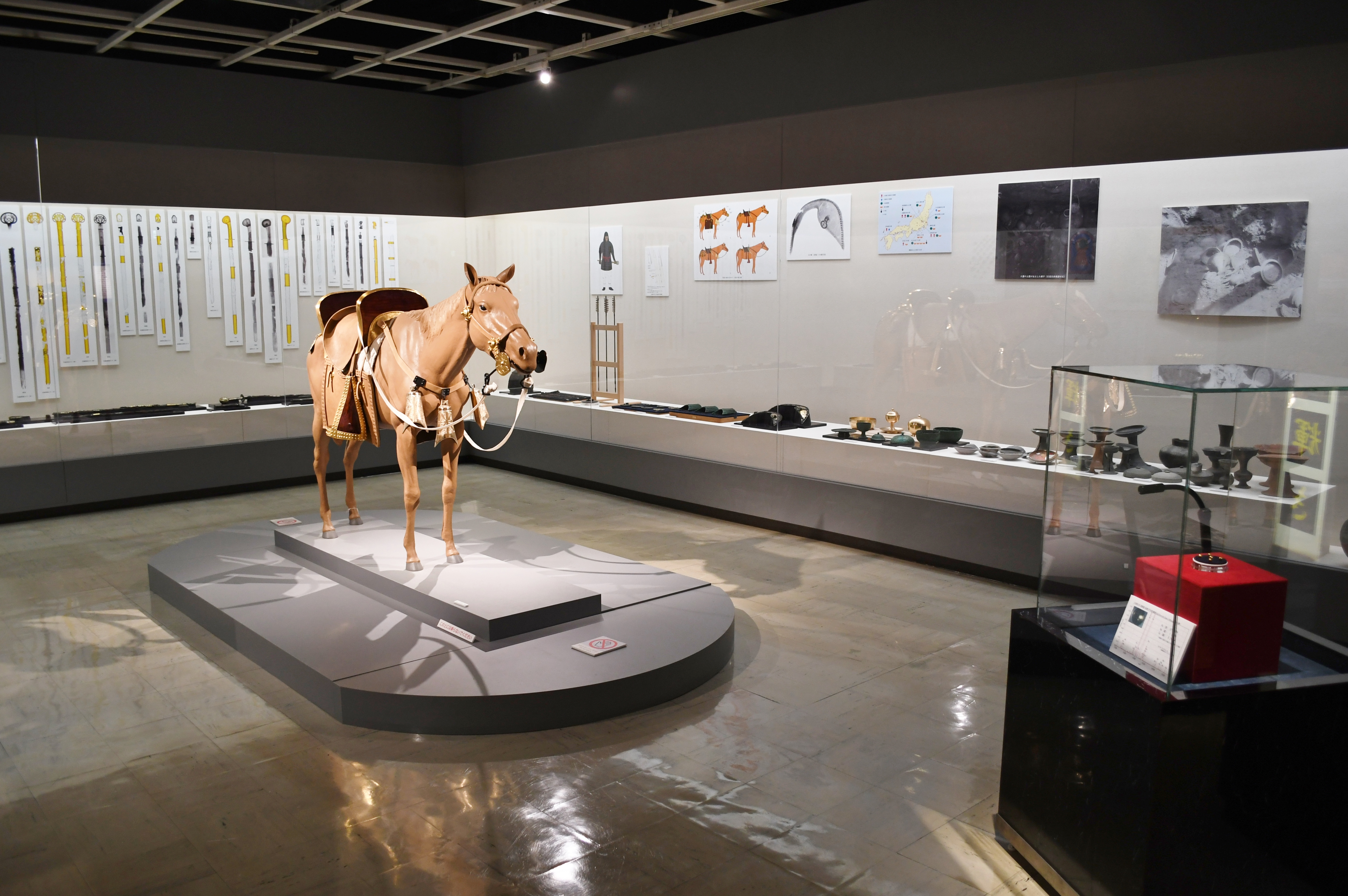
金鈴塚古墳出土品

- 千葉県金鈴塚古墳出土品（考古資料） - 詳細は「金鈴塚古墳」参照。1959年（昭和34年）6月27日指定、2020年（令和2年）9月30日追加指定[3]。

### 重要有形民俗文化財（国指定）
- 上総掘りの用具 258点 - 1960年（昭和35年）6月9日指定、1995年（平成7年）12月26日追加指定[4]。

### 千葉県指定文化財
- 有形文化財
  - 銅造阿弥陀如来立像（彫刻） - 木更津市郷土博物館金のすず寄託。1954年（昭和29年）3月31日指定。
  - 高部30号墳・32号墳出土品（考古資料） - 2020年（令和2年）3月10日指定。
- 有形民俗文化財
  - 東京湾のり生産用具 - 1979年（昭和54年）3月2日指定。

### 木更津市指定文化財
- 有形文化財
  - 旧安西家住宅（建造物） - 1981年（昭和56年）4月23日指定。
  - 江戸期の風俗図屏風六曲一隻（絵画） - 1976年（昭和51年）2月17日指定。
  - 徳川家より下賜された獅子頭（工芸品） - 木更津市郷土博物館金のすず寄託。1965年（昭和40年）9月6日指定。
  - 寛平御時后宮歌合断簡「春」（書跡） - 1976年（昭和51年）2月17日指定。
  - 小倉家文書（古文書） - 木更津市郷土博物館金のすず寄託。1976年（昭和51年）2月17日指定。
  - 灰釉双耳壺（考古資料） - 2015年（平成27年）10月20日指定。
  - 庚申塚9号墳出土方頭大刀（考古資料） - 2020年（令和2年）10月20日指定。
  - 宮脇遺跡出土奈良三彩小壺 附 伴出土師器（考古資料） - 2020年（令和2年）10月20日指定。
  - 上総鋳物師大野家関係資料（歴史資料） - 木更津市郷土博物館金のすず寄託。2002年（平成14年）1月4日指定。

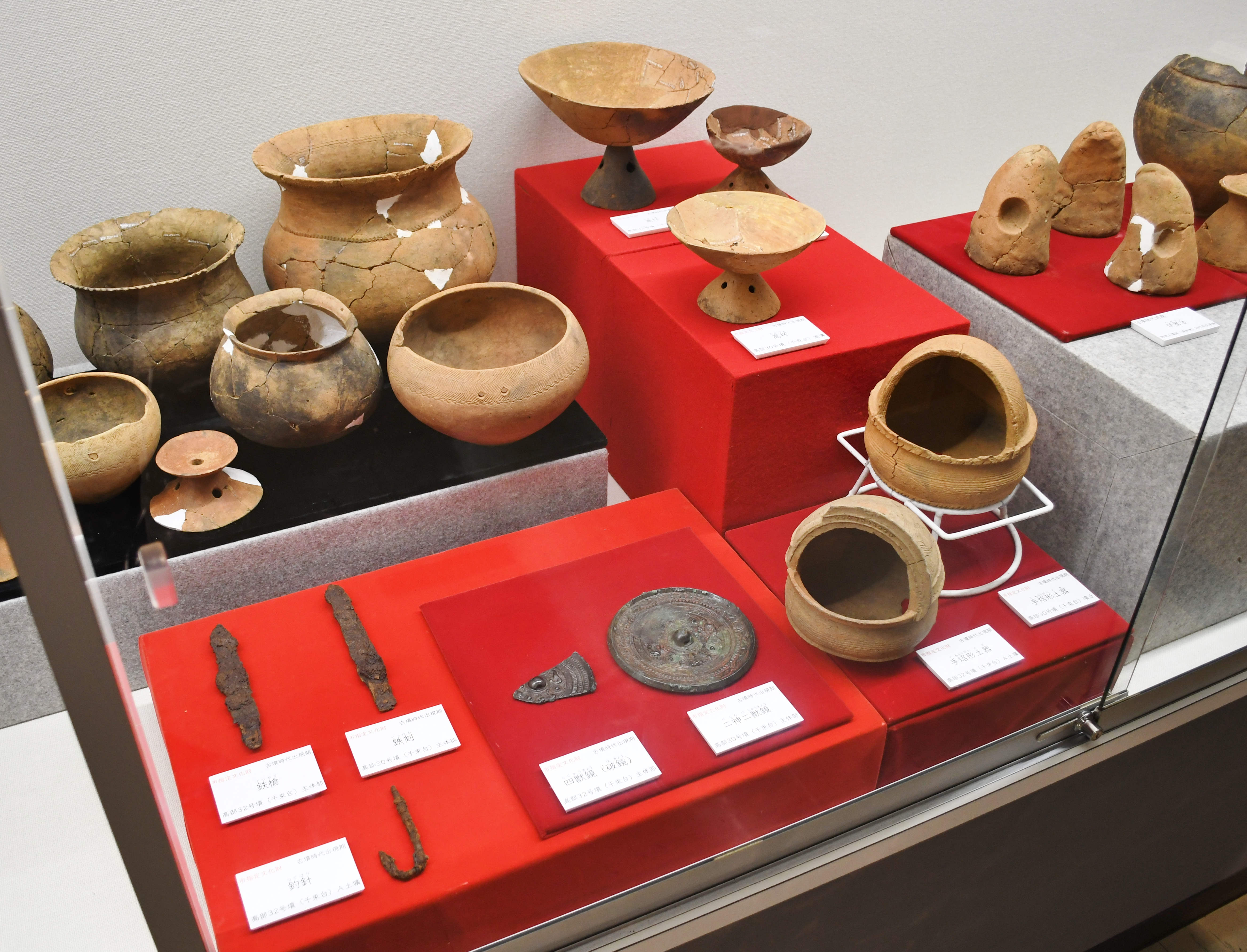
高部30号墳・32号墳出土品
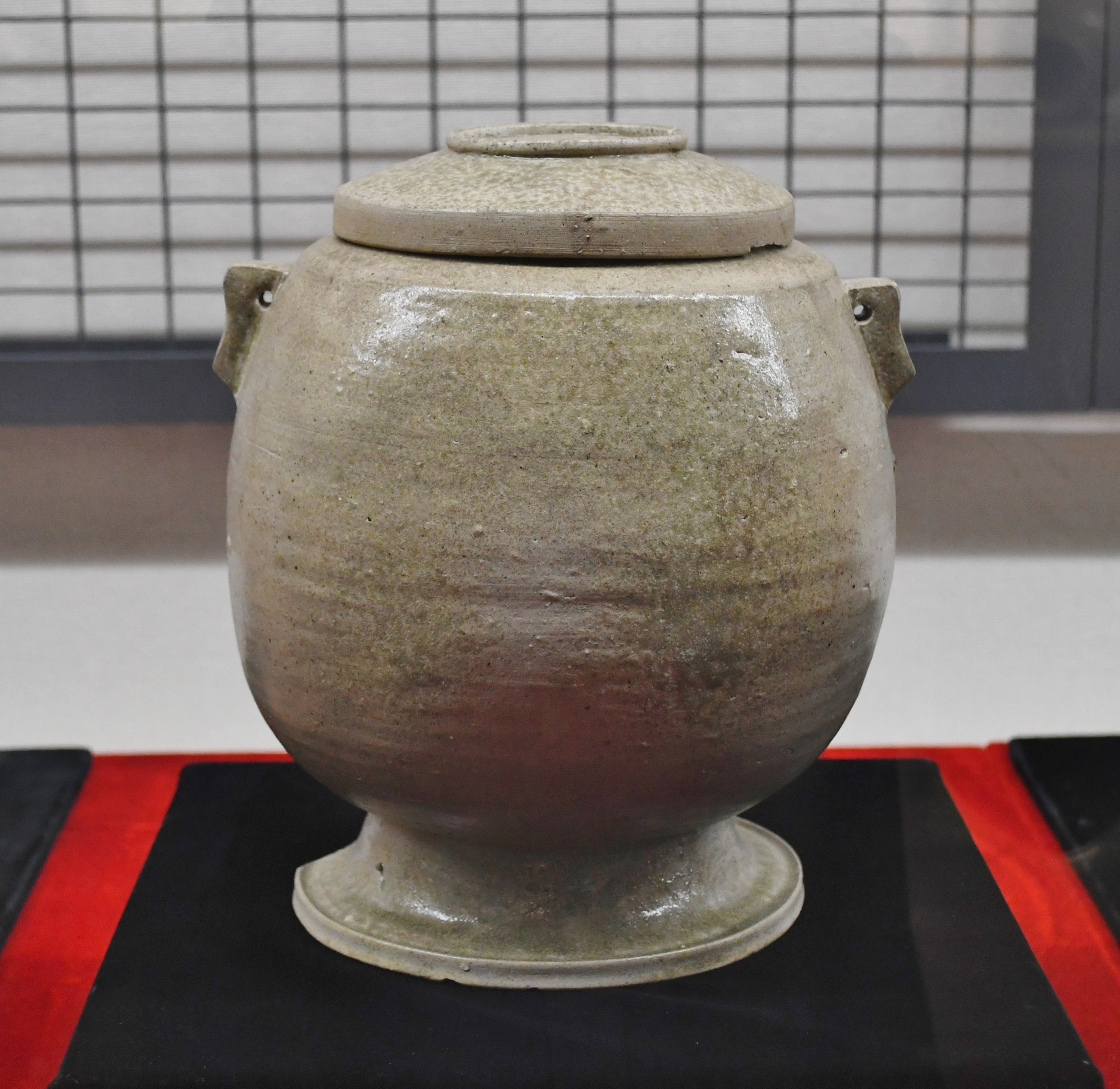
灰釉双耳壺
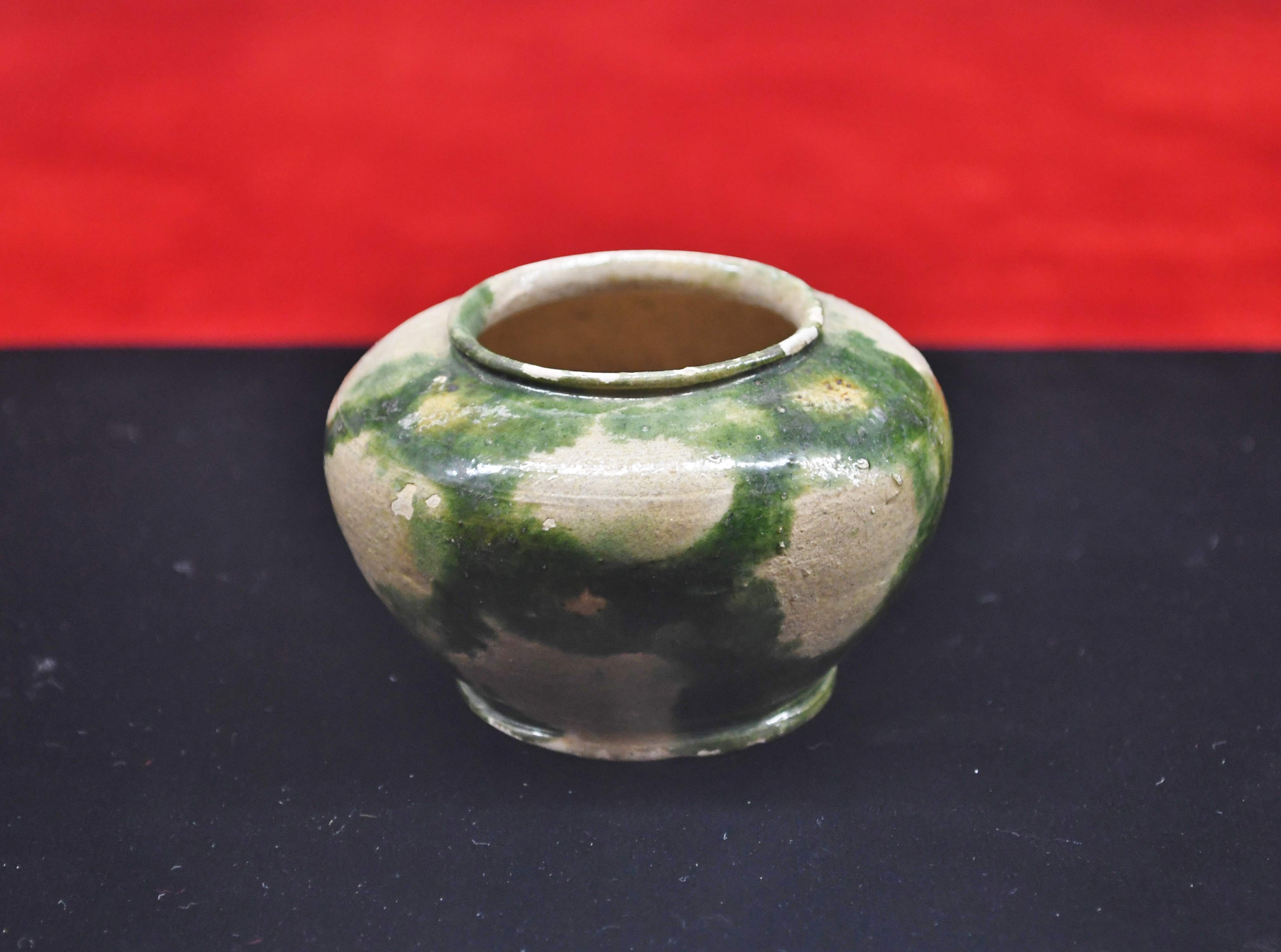
宮脇遺跡出土奈良三彩小壺

## 周辺施設

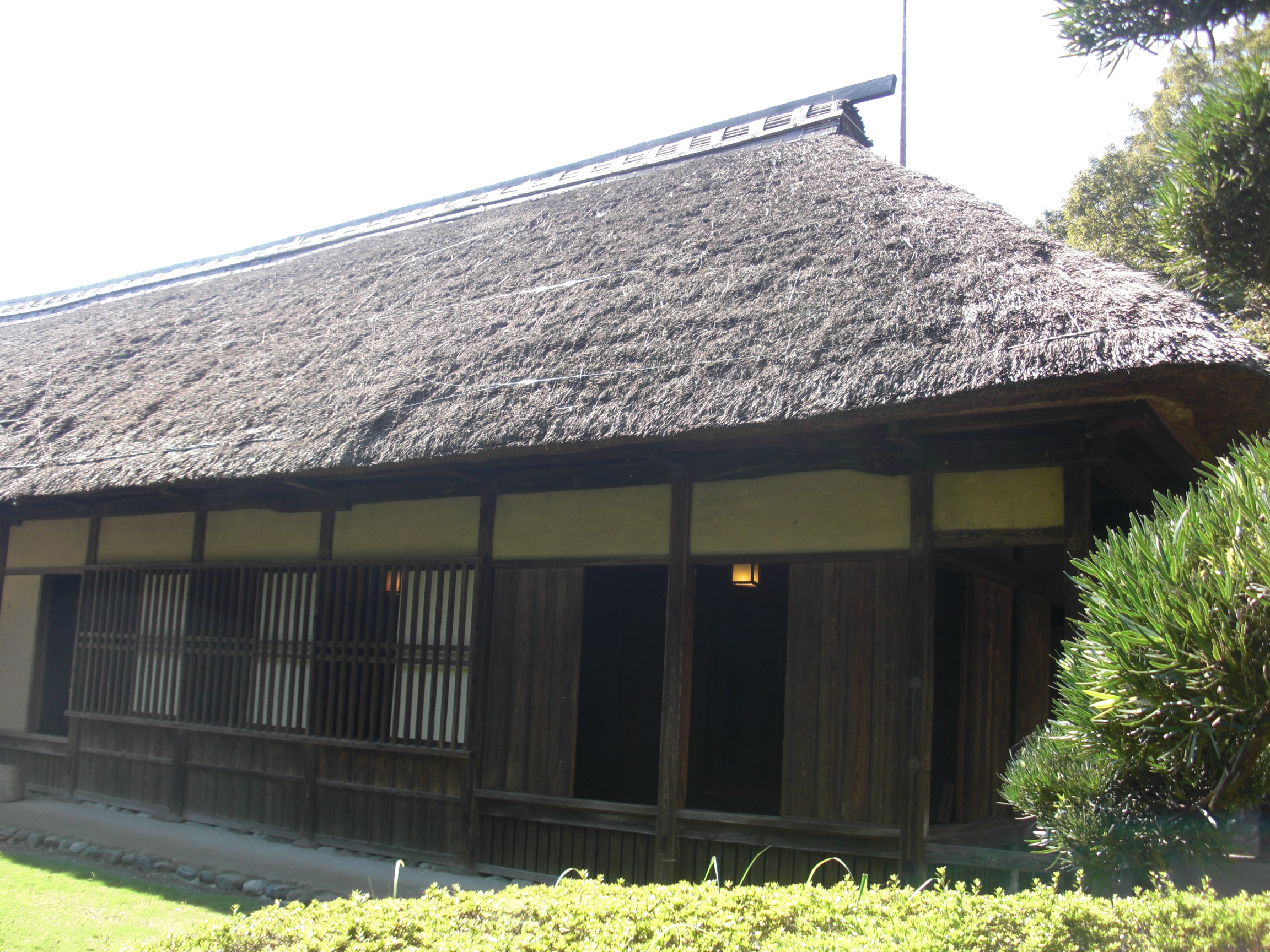
旧安西家住宅

- 太田山公園
- 旧安西家住宅（木更津市指定有形文化財）[5]
- きみさらずタワー

## 定期刊行物
- 『金鈴塚古墳研究』2012年（平成24年）創刊。主に金鈴塚古墳出土品の再整理・学術的検討を行う研究論集。2018年（平成30年）までに第7号まで刊行されている[6]。

## 利用案内
- 入場料：一般無料（特別展開催時は有料）
- 開館時間：午前9時から午後5時まで
- 休館日：月曜日（月曜日が祝日のときはその翌日）、年末・年始（12月28日から1月4日まで）[7]

## アクセス
- JR内房線木更津駅下車、東口から徒歩20分
- 東京湾アクアライン袖ヶ浦ICから車で15分
- 館山自動車道木更津南ICから車で10分・木更津北ICから車で15分[8]
- 駐車場あり